# بحيرة بيلوي

خريطة حوض خزان ريبينسك. تظهر من خلالها بحيرة بيلوي.

بحيرة بيلوي أو البحيرة البيضاء  ( (بالروسية: Бе́лое о́зеро)‏ هي بحيرة في الجزء الشمالي الغربي من فولوغدا أوبلاست في روسيا. من الناحية الإدارية، تنقسم البحيرة بين منطقة بيلوزيرسكي (جنوبًا) ومنطقة فاشكينسكي (شمالا) في فولوغدا أوبلاست. تقع بلدة بيلوزرسك على ساحلها. من حيث المساحة، بحيرة بيلوي هي البحيرة الطبيعية الثانية في فولوغدا أوبلاست (خلف بحيرة أونيغا)، والبحيرة الثالثة أيضًا خلف خزان ريبينسك. إنها واحدة من أكبر عشر بحيرات طبيعية في أوروبا.

## جغرافية
يشمل حوض البحيرة أجزاء من مقاطعات بيلوزيرسكي، وفاشكينسكي، وباباييفسكي، وفيتيغورسكي في فولوغدا أوبلاست، بالإضافة إلى مناطق ثانوية في منطقة كارجوبولسكي في أوبلاست أرخانغلسك. يقع معظم الحوض شمال البحيرة، في تلال أندوما، ويضم بحيرات أصغر، وكثير منها من أصل جليدي.
البحيرة ذات شكل دائري تقريبًا يبلغ قطرها 46 كيلومتر (29 ميل). تبلغ مساحتها 1,130 كيلومتر مربع (440 ميل2)، وتبلغ مساحة حوضها 14,000 كيلومتر مربع (5,400 ميل2).

## تاريخ
في القرنين العاشر والثالث عشر، كانت المنطقة تحت سيطرة جمهورية نوفغورود، ثم في القرن الثالث عشر كانت جزءًا من إمارة بيلوزيرو، وفي القرن الرابع عشر دخلت دوقية موسكو الكبرى. تم إنشاء نظام قناة مارينسك في أوائل القرن التاسع عشر، وبعد إعادة الإعمار في القرن العشرين أصبح ممر فولغا - البلطيق المائي.